# Szende Béla (gépészmérnök)
Szende Béla (Budapest, 1905. december 5. – Budapest, 1957. április 29.) gépész- és villamosmérnök.

## Életpályája
Egerben a Ciszterci Gimnáziumban érettségizett 1923-ban[forrás?]. Budapesten a Műszaki Egyetem gépészmérnöki karának hallgatójaként kezdett foglalkozni a repüléstechnika elektronikai feladataival.
A harmincas években a Magyar Repülőkísérleti Intézetnél a rádiórészleget vezette. 1943-ban leszerelt és polgári alkalmazottként Csepelen a Dunai Repülőgépgyárban a rádióosztály vezetőjeként dolgozott tovább.
A háború után megalakította a FULMEN céget, ahol elektronikai műszereket készítettek, gyakran a tönkrement repülőgépek még fellelhető alkatrészeiből. Az államosítás után 1949-től alkalmazottként régi cégénél folytatta tovább  kutatásait a rádióhullámok terjedésével kapcsolatban.

## Kutatási területe
1951-től már foglalkozott az ionoszféra változásainak a nagytávolságú rádió-összeköttetésekre  gyakorolt hatásával. 1954-re elkészült az ionoszféra-kutató berendezés, amelyet később fiatal munkatársaival fejlesztettek tovább. A berendezés segítette a nagytávolságú rádiós kapcsolatok megvalósítását és szerepet játszott a rakétatechnikában, az űrkutatásban is.

## Díjai, elismerései
Az ionoszférakutató berendezés 1958-ban a brüsszeli Világkiállításon Nagydíjat nyert. Munkáját itthon halála után 2 évvel, 1959-ben – Halmágyi Tiborral, Hofgard Károllyal és Tófalvi Gyulával megosztva – posztumusz Kossuth-díjjal ismerték el.

## További információ
- Híres magyar mérnökök (www.muszakiak.hu)